# Personen, die zu Lebzeiten auf einer Briefmarke der Bundesrepublik Deutschland abgebildet wurden
Diese Liste gibt einen Überblick über diejenigen Personen, die zu Lebzeiten auf einer Briefmarke der Bundesrepublik Deutschland abgebildet wurden.

## Regelung

### Allgemeines
In Deutschland werden in der Regel, mit Ausnahme des Staatsoberhauptes, keine lebenden Persönlichkeiten auf Briefmarken abgebildet. Dies ist traditionell begründet und nicht etwa durch ein Gesetz.

„Wie in vielen Ländern, so ist es auch in Deutschland üblich, die Briefmarken das Bild des jeweiligen Staatsoberhauptes tragen zu lassen. Damit soll nicht die Person oder das Lebenswerk des Abgebildeten gewürdigt, sondern ausschließlich das Ausgabeland dokumentarisch repräsentiert werden. In allen anderen Fällen lehnt es die Deutsche Bundespost ab, lebende Personen auf Briefmarken abzubilden, weil deren Lebenswerk noch nicht vollendet ist.“

Es gibt zwar häufiger deutsche Briefmarken, auf denen lebende Personen abgebildet werden, diese stehen aber symbolisch für ein entsprechendes Ereignis. Meist werden diese Personen auch durch Wisch- und Pixeleffekte verfremdet, oder sie sind nur von hinten zu sehen.

### Bundespräsidenten der Bundesrepublik Deutschland
In Deutschland ist es Tradition, dass das Staatsoberhaupt, derzeit also der Bundespräsident, das Recht hat, mit seinem Konterfei auf einer Briefmarke (egal ob Sonder- oder Dauermarke) abgebildet zu werden.
Der erste Bundespräsident Theodor Heuss kam sogar zu zwei Dauerserien (→ Heuss-Serie und Heuss-Medaillon).
Sein Nachfolger Heinrich Lübke verzichtete auf die Darstellung in einer Dauerserie, wurde aber mit je zwei Marken anlässlich seiner Wahl beziehungsweise Wiederwahl geehrt.
Ihm folgte im Amt des Bundespräsidenten Gustav Heinemann, der sich wiederum darstellen ließ (Heinemann-Serie).
Alle auf Heinemann folgenden Bundespräsidenten nahmen das ihnen zugestandene Recht nicht mehr in Anspruch.
1982 erschien ein Briefmarkenblock mit den bisherigen und dem aktuellen Bundespräsidenten als Porträt. Neben Heuss, Lübke und Heinemann waren dies Walter Scheel und der zu der Zeit amtierende Karl Carstens.

### Ausnahmen in der Bundesrepublik Deutschland
Eine Ausnahme gab es erstmals im Februar 1977, als der französische Politiker und Staatsmann Jean Monnet zum Ehrenbürger Europas ernannt wurde.
Die erste derartige Briefmarke im wiedervereinigten Deutschland erschien am 12. April 2007 anlässlich des 80. Geburtstags von Papst Benedikt XVI.
Der CSU-Politiker Ernst Hinsken versuchte beim zuständigen Finanzministerium unter der Leitung von Peer Steinbrück und später unter Wolfgang Schäuble eine Ausnahmegenehmigung für eine Sonderbriefmarke zu Ehren von Helmut Kohl (vorgesehen war der 80. Geburtstag im April 2010) zu dessen Lebzeiten zu bekommen. Dieser Vorschlag wurde von beiden Ministern und von Bundeskanzlerin Angela Merkel abgelehnt. Am 16. November 2010 fasste der Bundesparteitag der CDU auf Antrag der Jungen Union Ludwigshafen in Karlsruhe den Beschluss, dass Kohl als Ehrenbürger Europas für seine „herausragende politische Lebensleistung“ mit einer Briefmarke geehrt werden solle. Mitte Januar 2011 wurde bestätigt, dass es noch im gleichen Jahr eine Briefmarke zu Ehren Kohls geben solle. Merkel und Schäuble begrüßten dies jetzt sogar. Da sich die Motivfindung als schwieriger als gedacht erwies, gab es 2011 keine entsprechende Marke. Zuerst sah es auch für den Jahrgang 2012 so aus, dass es keine Sondermarke für Kohl geben würde. Erst Ende Mai 2012 aktualisierte das Finanzministerium seine Übersicht für das laufende Jahr und sah nun für den 11. Oktober 2012 eine 55-Cent-Sondermarke mit Kohl als „Kanzler der Einheit – Ehrenbürger Europas“ vor. Am 27. September 2012 wurde die Marke vorgestellt und kam am 11. Oktober 2012 in den Verkauf.

## Markenlisten
Die nachfolgende Markenliste ist zweigeteilt. Im ersten Abschnitt sind alle Marken der Deutschen Bundespost und der Deutschen Bundespost Berlin aufgeführt. Seit 1995 tragen die amtlichen Postwertzeichen der Bundesrepublik Deutschland nur noch die Landesbezeichnung Deutschland, diese befinden sich im zweiten Abschnitt.

### Deutsche Bundespost 1949 bis 1995 sowie Deutsche Bundespost Berlin 1949 bis 1990
| Bild | Person                                                                                         | Ausgabeanlass | Ausgabedatum                          | Mi.-Nr.                                                         |
|      | Theodor Heuss                                                                                  | Bundespräsident Briefmarkenserie: Heuss, Deutsche Bundespost: 27 Briefmarken, Deutsche Bundespost Saarland: 40 Briefmarken                                                                                              | 31. Januar 1954 bis 20. Dezember 1957 | Bund 177–196, 259–265 Saarland 380–399, 409–428                 |
|      | Theodor Heuss                                                                                  | Bundespräsident Briefmarkenserie: Heuss Medaillon, Deutsche Bundespost: 5 Briefmarken, Deutsche Bundespost Berlin: 5 Briefmarken                                                                                        | 31. Januar bis 22. Mai 1959           | Bund 302–306, Berlin 182–186                                    |
|      | Heinrich Lübke                                                                                 | Bundespräsident Wahl und Wiederwahl des Bundespräsidenten Deutsche Bundespost: 4 Briefmarken, Deutsche Bundespost Berlin: 4 Briefmarken                                                                                 | 1. Juli 1964 und 14. Oktober 1967     | Bund 429–430, 542–543, Berlin 234–235, 314–315                  |
|      | Gustav Heinemann                                                                               | Bundespräsident Briefmarkenserie: Bundespräsident Gustav Heinemann, Deutsche Bundespost: 21 Briefmarken, Deutsche Bundespost Berlin: 23 Briefmarken                                                                     | 23. Juli 1970 bis 16. Januar 1973     | Bund 635–645, 689–692, 727–732 Berlin 359–370, 393–396, 427–433 |
|      | Jean Monnet                                                                                    | Ernennung zum Ehrenbürger Europas | 16. Februar 1977                      | Bund 926                                                        |
|      | Walter Scheel Karl Carstens                                                                    | Bundespräsident Blockausgabe: Bundespräsidenten der Bundesrepublik Deutschland | 10. November 1982                     | Bund 1159, 1160 Block 18                                        |
|      | Johannes Paul II. Keine Abbildung, aber Papstwappen und textliche Erwähnung auf der Briefmarke | Besuch von Papst Johannes Paul II. in der Bundesrepublik Deutschland 17. Marianischer Kongress 10. Mariologischer Kongress Kevelaer 1987 Sehenswürdigkeiten von Kevelaer, Gnadenbild der Madonna und Wappen des Papstes | 9. April 1987                         | Bund 1320                                                       |

Beispiele für lebende Personen, die symbolisch für Ereignisse stehen:
| Bild | Person | Ausgabeanlass                   | Ausgabedatum    | Mi.-Nr.          |
|      | Kinder mit Lupe vor Briefmarkenalbum und Weltglobus. Bei den Kindern handelt es sich um den Sohn des damaligen Vizepräsidenten der LPD Berlin und den Sohn des engsten Mitarbeiters des Vizepräsidenten. | Tag der Briefmarke              | 7. Oktober 1951 | Berlin 80 und 81 |
|      | - 30 Pf. Horst Wolter - 40 Pf. Uli Hoeneß und vermutlich Marius Trésor und Dario Grava Sportpressefoto Sven Simon, Szene aus dem Länderspiel Deutschland-Frankreich am 13. Oktober 1973                  | Fußball-Weltmeisterschaft 1974  | 15. Mai 1974    | Bund 811, 812    |
|      | Karl Oskar Blase lichtete seinen Sohn für die Gestaltung der Marke ab | Internationales Jahr des Kindes | 11. Januar 1979 | Bund 1000        |
|      | Rothacker verwendete als Vorlage ein Foto von Presse-Foto Baumann. Es zeigt ein Länderspiel zwischen Deutschland und der Schweiz. Auf dem Foto sind die Gesichter der Spieler deutlich zu erkennen.      | Eishockey-Weltmeisterschaft     | 12. April 1983  | Berlin 699       |

### Deutschland ab 1995
Im Zuge der Privatisierung der Deutschen Bundespost am 1. Januar 1995 und der Umwandlung in die Deutsche Post AG trugen die Postwertzeichen seit dem Jahrgang 1995 die Bezeichnung Deutschland und nicht mehr wie bisher Deutsche Bundespost.
| Bild | Person                     | Ausgabeanlass                                                                 | Ausgabedatum     | Mi.-Nr.   |
| Link | Papst Benedikt XVI.        | 80. Geburtstag                                                                | 12. April 2007   | 2599      |
| Link | Udo Lindenberg (Karikatur) | Serie „Aktuelles Thema“: Udo Lindenberg – Grußmarken, Andrea Doria            | 1. Juli 2010     | 2803/2807 |
| Link | Udo Lindenberg (Karikatur) | Serie „Aktuelles Thema“: Udo Lindenberg – Grußmarken, „Sonderzug nach Pankow“ | 1. Juli 2010     | 2804/2808 |
| Link | Helmut Kohl                | Kanzler der Einheit – Ehrenbürger Europas                                     | 11. Oktober 2012 | 2960      |

Beispiele für lebende Personen, die symbolisch für die auf der Marke dargestellten Themen stehen:
| Bild | Person | Ausgabeanlass | Ausgabedatum     | Mi.-Nr.                         |
|      | Durch die Rückennummern kann auf folgende Spieler geschlossen werden: Nr. 12 Sven Scheuer Nr. 7 Mehmet Scholl Nr. 2 Markus Babbel Nr. 6 Christian Nerlinger Nr. 8 Thomas Strunz Nr. 28 Frank Wiblishauser Nr. 5 (abgedeckt) Thomas Helmer Nr. 13 Mario Basler | aus der Serie: Deutscher Fußballmeister 1997 FC Bayern München                                                                          | 16. Oktober 1997 | 1958                            |
|      | Inger Nilsson | Pippi Langstrumpf (Figuren aus Kinder- und Jugendbüchern)                                                                               | 13. Juni 2001    | 2191                            |
|      | Elsbeth Sigmund und Thomas Klameth, dargestellt ist eine Szene aus dem Film Heidi und Peter | Heidi (Figuren aus Kinder- und Jugendbüchern)                                                                                           | 13. Juni 2001    | 2192                            |
|      | Die Regensburger Domspatzen mit ihrem Leiter, Domkapellmeister Roland Büchner | Berühmte Knabenchöre (Blockausgabe) | 13. Februar 2003 | 2318, 2319, 2320 Block 61       |
|      | Der Dresdner Kreuzchor | Berühmte Knabenchöre (Blockausgabe) | 13. Februar 2003 | 2318, 2319, 2320 Block 61       |
|      | Der Thomanerchor Leipzig | Berühmte Knabenchöre (Blockausgabe) | 13. Februar 2003 | 2318, 2319, 2320 Block 61       |
| Link | Zusteller der Deutschen Post AG, stellvertretend für ca. 79.000 Anmerkung: Da es in Deutschland nur einen einzigen Zustellbezirk mit dem Postkahn gibt, kann damit auf die Kahnzustellerin geschlossen werden                                                 | Verschiedene Zustellarten und -orte in Deutschland, aus der Briefmarkenserie „Post“                                                     | 3. März 2005     | 2447 (Nord: Küste, Postfahrrad) |
|      | Zusteller der Deutschen Post AG, stellvertretend für ca. 79.000 Anmerkung: Da es in Deutschland nur einen einzigen Zustellbezirk mit dem Postkahn gibt, kann damit auf die Kahnzustellerin geschlossen werden                                                 | Verschiedene Zustellarten und -orte in Deutschland, aus der Briefmarkenserie „Post“                                                     | 3. März 2005     | 2448 (Süd: Gebirge)             |
|      | Zusteller der Deutschen Post AG, stellvertretend für ca. 79.000 Anmerkung: Da es in Deutschland nur einen einzigen Zustellbezirk mit dem Postkahn gibt, kann damit auf die Kahnzustellerin geschlossen werden                                                 | Verschiedene Zustellarten und -orte in Deutschland, aus der Briefmarkenserie „Post“                                                     | 11. August 2005  | 2481 (Ost: Postkahn)            |
|      | Zusteller der Deutschen Post AG, stellvertretend für ca. 79.000 Anmerkung: Da es in Deutschland nur einen einzigen Zustellbezirk mit dem Postkahn gibt, kann damit auf die Kahnzustellerin geschlossen werden                                                 | Verschiedene Zustellarten und -orte in Deutschland, aus der Briefmarkenserie „Post“                                                     | 11. August 2005  | 2482 (West: Hügellandschaft)    |
|      | Kunde und Mitarbeiterin in einer Filiale der Deutschen Post AG | Post universal, aus der Briefmarkenserie „Post“                                                                                         | 12. März 2009    | 2724                            |
|      | Zusteller der Deutschen Post AG | Post universal, aus der Briefmarkenserie „Post“                                                                                         | 7. Mai 2009      | 2734                            |
|      | Lukas Podolski (Deutschland) im Zweikampf mit Xavi (Spanien), nach einem Bild vom Finale der EM 2008 am 29. Juni 2008 im Ernst-Happel-Stadion in Wien | Fußball-Weltmeisterschaft (11. Juni bis 11. Juli 2010) aus der Serie „Für den Sport“ zur Unterstützung der Stiftung Deutsche Sporthilfe | 8. April 2010    | 2788                            |
|      | Vitalij Aab (Iserlohn Roosters) im Zweikampf mit Paul Manning (Hamburg Freezers), nach einem Bild von der DEL-Begegnung am 16. Oktober 2008 in der Color Line Arena in Hamburg                                                                                | Eishockey-Weltmeisterschaft (7. bis 23. Mai 2010) aus der Serie „Für den Sport“ zur Unterstützung der Stiftung Deutsche Sporthilfe      | 8. April 2010    | 2789                            |
| Link | Lukas Podolski (Deutschland) im Zweikampf mit Xavi (Spanien), nach einem Bild vom Finale der EM 2008 am 29. Juni 2008 im Ernst-Happel-Stadion in Wien | Deutschland Fußball-Weltmeister 2014 | 17. Juli 2014    | 3095 (motivgleich mit 2788)     |

## Tiere
Neben lebenden Personen werden gelegentlich auch individuelle Tiere zu Lebzeiten abgebildet. Die nachfolgende Liste ist möglicherweise nicht vollständig.
| Bild | Lebewesen                 | Ausgabeanlass | Ausgabedatum   | Mi.-Nr.   |
|      | Prinzesschen (Weißstorch) | Prinzesschen war ein weiblicher Weißstorch, der sein Sommerhalbjahr nahe dem Storchenhof Loburg verbrachte. 1994 wurde er mit einem Sender versehen und beobachtet; er wurde bekannt und 2004 auf nebenstehender Briefmarke abgebildet. Siehe auch Briefmarkenserie Bedrohte Tierarten                                                                | 7. April 2004  | Bund 2393 |
| Link | Knut (Eisbär)             | Die Briefmarke mit dem Motiv „Eisbär Knut“ steht symbolhaft für die Notwendigkeit, die globale biologische Vielfalt zu schützen. Der auch international berühmte Eisbär erblickte am 5. Dezember 2006 als erste Eisbärengeburt seit mehr als 30 Jahren im Berliner Zoo das Licht der Welt. Das Bundesministerium für Umwelt war Pate von Eisbär Knut. | 10. April 2008 | Bund 2656 |